# Micraxylia hypericoides
Micraxylia hypericoides là một loài bướm đêm trong họ Noctuidae.